# Armotomo
L'armotomo è un minerale.